# Mangroveweihe
Die Mangroveweihe (Circus spilonotus) ist eine Art der Weihen, die in Asien weit verbreitet ist.
Die Bestandssituation der Mangroveweihe wird mit ungefährdet (least concern) angegeben. Es werden keine Unterarten unterschieden.

## Erscheinungsbild

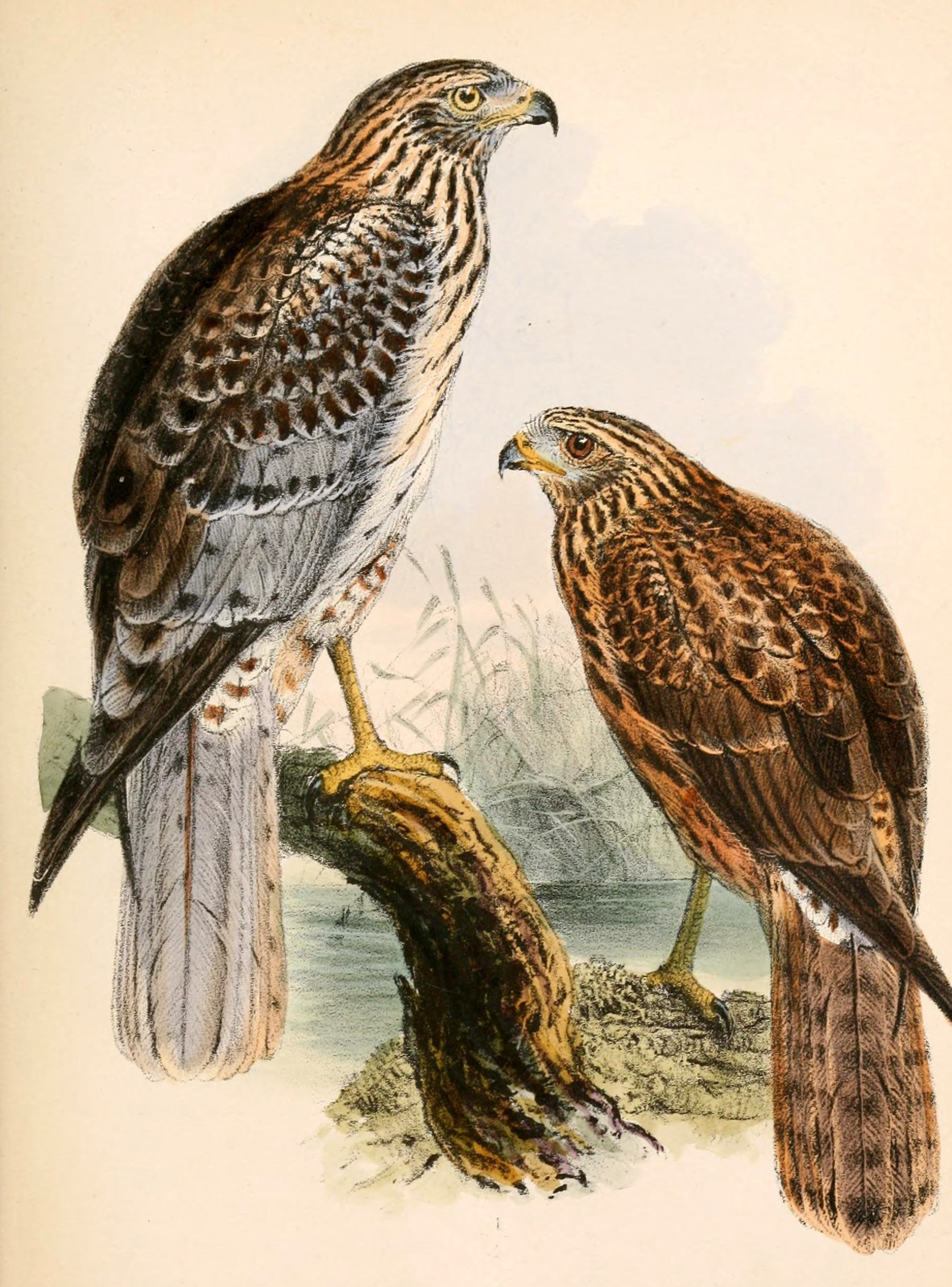
Mangroveweihen, Illustration

### Körperbau und unbefiederte Körperpartien
Die Mangroveweihe erreicht eine Körperlänge von 47 bis 55 Zentimeter, wovon 21 bis 25 Zentimeter auf den Schwanz entfallen. Die Flügel haben eine Länge von 38 bis 42 Zentimeter. Das Gewicht liegt zwischen 370 und 780 Gramm. Die Augen adulter Mangroveweihen sind gelb, der Schnabel ist blaugrau mit einer gelblichen Wachshaut. Die Beine und Füße sind gelb. Es besteht ein auffälliger Geschlechtsdimorphismus.

### Männchen
Die Federn an Kopf, Hals und oberen Mantel sowie an der Vorderbrust sind schwarz mit breiten weißen Federsäumen, so dass diese Körperpartie wirkt, als wäre die Grundfarbe ein Weißton und das Gefieder schwarz längsgestrichelt. Bei einigen Individuen fehlen diese hellen Federsäume. Bei ihnen sind Kopf, Hals, oberer Mantel sowie die Vorderbrust schwarz bis auf einen weißen Halsring. Die übrige Körperoberseite ist schwarz mit breiten weißen Federsäumen und -spitzen. Die Flügeldecken und das Schwanzgefieder ist blass grau. Auf der Körperunterseite sind sie abgesehen von der Brust weiß mit schmalen schwarzen Schaftstrichen, die am ausgeprägtesten auf den Flanken und den Schenkeln sind.

### Weibchen
Die Weibchen sind überwiegend rotbraun, der Weißanteil an den Federsäumen ist klein. Lediglich die Schultern sind cremefarben mit einigen dunkleren Strichen. Das Schwanzgefieder ist rötlich graubraun mit fünf diffusen dunkleren Querbändern. Der Kopf weist eine dunkle Längsstrichelung auf. Die Körperunterseite ist überwiegend braun, der Rotton auf Bauch und Flanken ausgeprägter.

### Jungvögel
Jungvögel haben ein variables Federkleid. Die meisten sind jedoch auf der Körperoberseite dunkelbraun und haben einen helleren Scheitel, Hals und eine hellere Brust. Das Kinn ist cremeweiß und die Schultern sind weißlich. Einige Individuen haben außerdem helle Längsstriche auf dem Mantel. Das Schwanzgefieder ist quer gebändert.

## Verbreitungsgebiet und Lebensraum

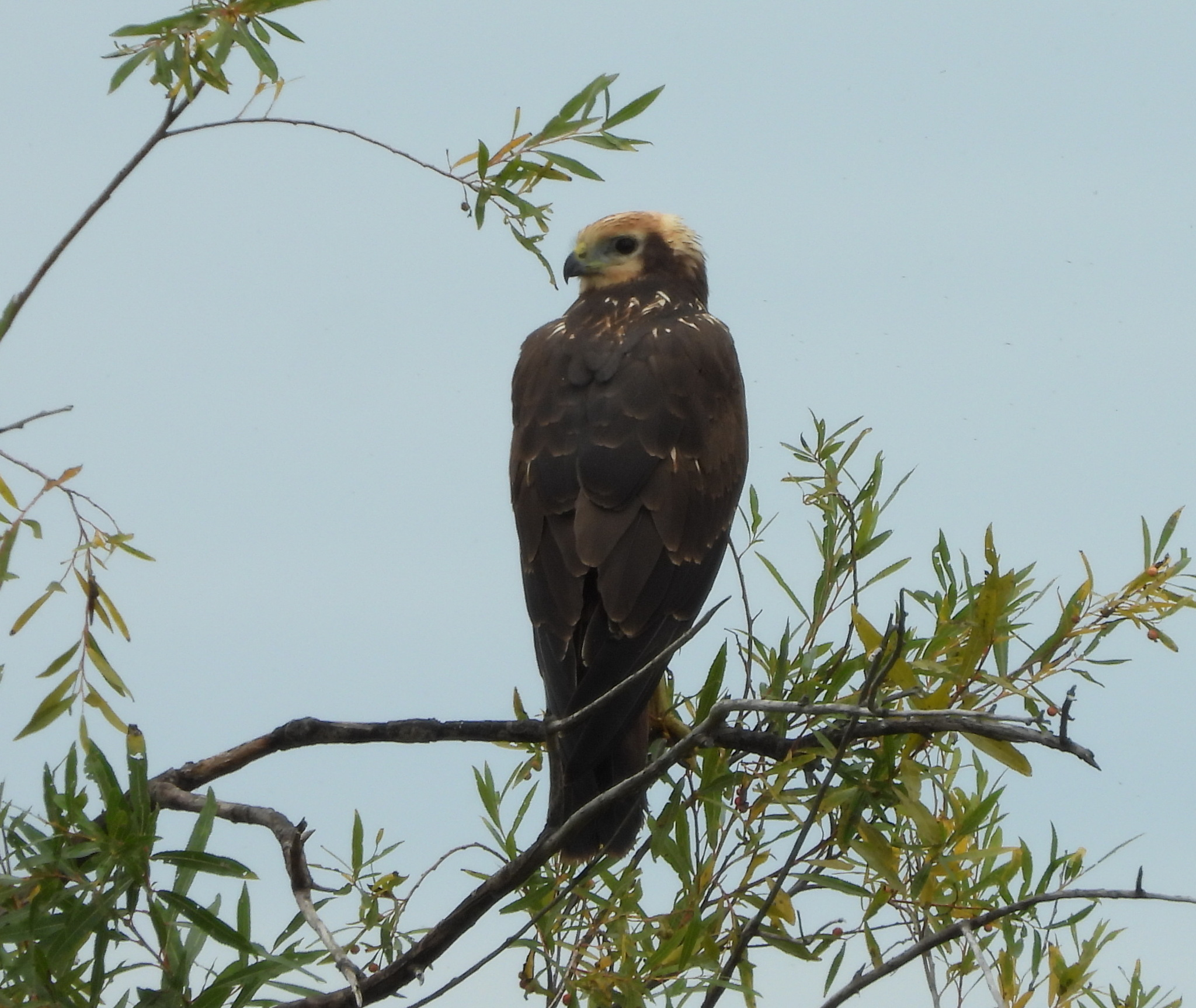
Mangroveweihe

Die Mangroveweihe kommt vom Südosten Sibiriens und der Mongolei bis in die Region Primorje, Sachalin, den Nordosten Chinas und den Norden Japans vor. Sie ist ein Zugvogel und überwintert im Südosten Asiens, im Süden Chinas, in Korea, im Süden Japans und kommt als winterfest bis nach Indonesien und den Philippinen vor. In Indonesien ist sie während des Winterhalbjahres überwiegend auf Sumatra und dem Norden Borneos anzutreffen.
Der Lebensraum sind offene Feuchtgebiete mit dichten, hohen und sehr ausgedehnten Schilfgürteln. In idealen Lebensräumen haben diese Schilfgürtel eine Größe von mindestens 50 Hektar und weisen nur vereinzelte Bäume auf. Während der Nahrungssuche ist die Mangroveweihe auch über trockeneren Flächen wie Weideland und Ackerflächen zu beobachten. Im Winterhalbjahr hält sie sich in Salzmarschen auf. Sie ist dann gelegentlich auch über dichter bewaldeten Regionen zu sehen.

## Lebensweise und Nahrung
Die Mangroveweihe lebt überwiegend einzelgängerisch. Zu Ansammlungen von mehreren Vögeln kommt es nur dort, wo zeitweise ein sehr großes Nahrungsangebot besteht. An Ruheplätzen können sich auch gelegentlich mehrere Individuen versammeln.
Die Mangroveweihe ist ein Nahrungsopportunist, die eine große Bandbreite an Beutetieren nutzt. Kleine Säugetiere spielen eine große Rolle und während der Brutzeit schlägt die Mangroveweihe auch häufiger brütende Vögel und frisst Nestlinge und Eier. In einzelnen Regionen spielen auch Reptilien eine größere Rolle. Daneben frisst sie Frösche, Fische, Krebstiere und Insekten. Vor allem im Winterhalbjahr spielt auch Aas eine größere Rolle. Beutetiere wiegen bis zu 675 Gramm, wobei die größeren Beutetiere überwiegend von den größeren Weibchen geschlagen werden. Zu den Vögeln, die von der Mangroveweihe geschlagen werden, gehören überwiegend an das Wasser gebundene Arten wie Enten und Rallen.

## Fortpflanzung
Die Brutzeit der Mangroveweihe beginnt im Mai und Juni. Das Nest wird im Schilfgürtel gewöhnlich auf dem Boden gebaut. Es ist ein großes Nest, das überwiegend aus Schilf, Gräsern und anderen Pflanzen der Ufervegetation errichtet wird. Es hat gewöhnlich einen Durchmesser von 80 Zentimeter und ist bis zu 30 Zentimeter hoch. Das Gelege besteht aus vier bis fünf Eiern. Die Brutzeit dauert 31 bis 38 Tage, die Jungvögel verlassen nach 35 bis 40 Tagen das Nest, sind aber auf die Elternvögel für weitere zwei bis drei Wochen angewiesen.

## Systematik
Die Mangroveweihe wird gelegentlich auch als eine Unterart der Rohrweihe betrachtet, mit der sie in Ostsibirien auch hybridisiert. Alternativ wird sie gemeinsam mit der Papuaweihe als eine Art behandelt. Letztere ist kleiner, das Gefieder ist variabler und umfasst auch eine fast vollständig schwarze Farbmorphe sowie eine mit einer rein schwarzen Kehle. Diese Farbmorphen kommen bei der Mangroveweihe nicht vor.